# Nicolau Junior
Nicolau Junior (Cruzeiro do Sul),  é um político brasileiro, filiado ao PP. Nas eleições de 2022, foi eleito deputado estadual pelo AC.